# Louis-Jean de Nicolaÿ
Louis-Jean de Nicolaÿ, né le 18 septembre 1949 au Mans, est un aristocrate et homme politique français, membre du parti Les Républicains, il est sénateur de la Sarthe depuis le 28 septembre 2014.
La famille de Nicolaï est issue de la noblesse française ; par sa mère, il est l'arrière-petit-fils de la princesse Isabelle du Brésil, de la famille impériale brésilienne.

## Biographie
Fils de René de Nicolaÿ, qui meurt alors qu'il a 5 ans, et de Pia-Maria d'Orléans-Bragance, il est le neveu de Guy et François de Nicolaÿ.
Titulaire d’une licence de droit des affaires, diplômé de l’Institut d'études politiques de Paris, il est directeur de Le Blanc de Nicolaÿ (LBN), société de courtage en réassurance de 1977 à 1998. Louis-Jean de Nicolaÿ est alors membre de l'UDF et gravit les échelons électoraux : conseiller municipal puis adjoint au maire du Lude et conseiller général de la Sarthe. Aux élections législatives de 1993, il est candidat UDF dans la troisième circonscription de la Sarthe et obtient 22,35 % des voix au premier tour.
À la suite de l'acquisition de Le Blanc de Nicolaÿ par AON, il se consacre davantage à la politique et devient conseiller régional des Pays de la Loire (1998-2014) et président de la commission économique du conseil régional (2002-2004). Au conseil général, il est président de la commission des Finances, président de Sarthe Développement et président du syndicat mixte d’Aménagement numérique. Il est, jusqu’à son élection au Sénat, vice-président du conseil général. Il est également président du comice agricole du canton du Lude depuis 1987.
Le 30 mars 2014, Louis-Jean de Nicolaÿ est élu maire du Lude avec 1 295 voix (68,77 %), puis le 14 avril, président de la communauté de communes du Bassin Ludois à la majorité absolue (24 voix et trois abstentions).
En juin 2014, la liste de Louis-Jean de Nicolaÿ, où figurent également Fabienne Labrette-Ménager et Fabien Lorne, obtient le soutien de François Fillon à la commission d'investiture de l’UMP pour les sénatoriales. Il est élu sénateur de la Sarthe avec 348 voix (23,09 %) le 28 septembre suivant.
Il soutient François Fillon pour la primaire présidentielle des Républicains de 2016.
Il siège au conseil d'administration de l'Agence nationale de la cohésion des territoires (ANCT), agence dont il a été à l'initiative en tant que rapporteur de la loi de 2019.
Il est réélu pour un second mandat au Sénat le 27 septembre 2020.
Louis-Jean de Nicolaÿ est administrateur de La Demeure historique, chargé des relations avec les parlementaires.

## Vie privée
Depuis 1980, il est marié à Barbara d'Ursel de Bousies. Diplômée en histoire et archéologie, elle a participé à réorganiser les jardins du château du Lude. Elle a créé la fête des jardiniers en 1994 et  le prix Pierre-Joseph Redouté, récompensant le meilleur livre de jardin de l'année en 2000.